# Ахангаранское водохранилище
Ахангара́нское водохрани́лище (узб. Ohangaron suv ombori, Оҳангарон сув омбори) — гидротехническое сооружение на реке Ахангаран, водохранилище на территории Ахангаранского тумана.
Водохранилище было построено для сезонного регулирования вод Ахангарана. Заполнено в 1989 году.

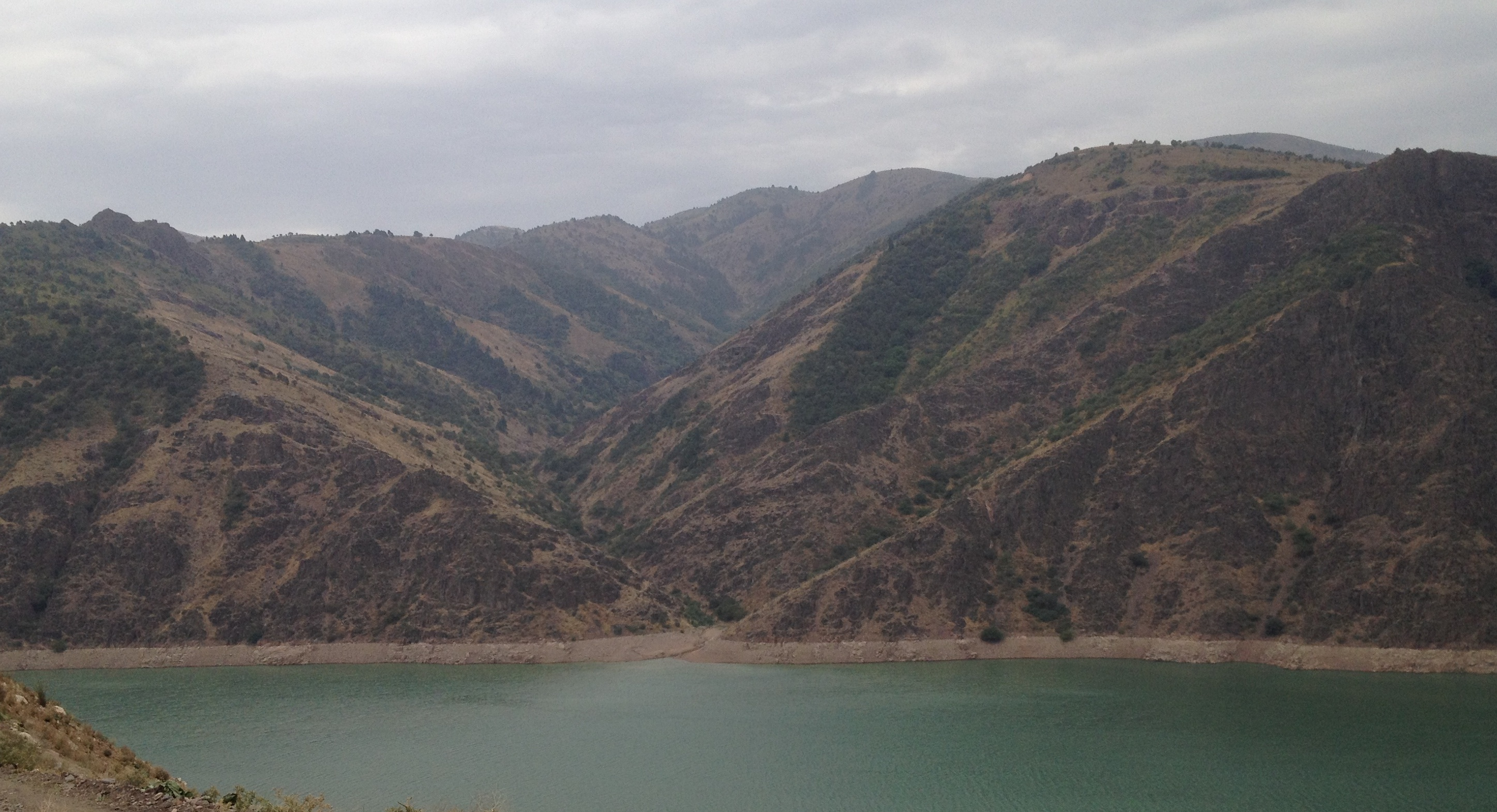
Узкая северо-восточная часть водохранилища и Кураминские горы

Водохранилище на Ахангаране расположено у восточной окраины города Ангрен, выше угольного разреза. Водоём имеет приблизительно треугольную, узкую вытянутую форму с расширением к плотине. Высота уреза воды при заполнении составляет около 1080 м.
В юго-восточной части водохранилища располагается глухая каменно-земляная плотина с наклонным ядром длиной 1350 м, шириной (по верху) 12 м и максимальной высотой 100 м. Общий объём резервуара составляет 260 млн м³.
За водохранилищем река Ахангаран канализирована и до Джигиристана течёт под землёй. Подземный участок Ахангарана отходит вбок от юго-западного берега водоёма.
Накапливаемые в резервуаре воды служат для орошения в Ахангаранском, Уртачирчикском, Пскентском и Букинском туманах.